# 青木健作 (作家)
青木 健作（あおき けんさく、1935年 - ）は、日本の著作家、フリーライター。
上京してゴーストライターの仕事を数多くなし、1976年初の自身の著書『玉の井たそがれ行き止まり』を刊行する。
富山県生まれ。

## 著書
- 玉の井たそがれ行き止まり（光風社書店 1976年）
- 思い出の子ども遊び（光風社書店 1977年 Bear backs）
- 飛んでいった千羽鶴 土志田和枝さんの愛と死（地平社 1983年）
- 西陣手織り一代 西田小雪聞書き（地平社 1983年 現代かたりべ双書）
- 草津本陣風土記 田中房聞書き（地平社 1985年 現代かたりべ双書）
- 雨のなかのコンサート 喜納昌吉歌の風景（富士出版 1989年）
- 工人盛秀太郎（緑の笛豆本の会 1994年）
- 刈穂という酒蔵を訪ねて（無明舎出版、2003年）